# جاك كونر
جاك كونر (بالإنجليزية: Jack Conner)‏ (26 أبريل 1898 - 1967) هو لاعب كرة قدم بريطاني (وحمل سابقاً جنسية المملكة المتحدة لبريطانيا العظمى وأيرلندا) في مركز الوسط. لعب مع نادي سلتيك ونيوبورت كونتي ونادي ألوا أثليتيك.